# Tadshikoraphidia dolini
Tadshikoraphidia dolini är en halssländeart som först beskrevs av U. Aspöck och H. Aspöck 1980.  Tadshikoraphidia dolini ingår i släktet Tadshikoraphidia och familjen ormhalssländor. Inga underarter finns listade i Catalogue of Life.